# Paris daliensis
Paris daliensis är en nysrotsväxtart som beskrevs av Hen Li och V.G.Soukup. Paris daliensis ingår i släktet ormbärssläktet, och familjen nysrotsväxter. Inga underarter finns listade.